# Uta-Napishtim
Uta-Napishtim, aussi appelé Utanapishti (en akkadien : 𒌓𒍣/Utanapištî, qui peut se lire Ud/t-, ou Ûm-napištim/napišti) est le héros du Déluge de l’Épopée de Gilgamesh. Le Mythe d’Atrahasis préfère le terme de « Supersage » (en akkadien : atraḫasîs). Il est le fils d’UbarTutu (en) (« Protégé du dieu Tutu »), premier et unique souverain de Shuruppak (Šurupak). Pour lui sauver la vie, le dieu Éa (Enki) lui ordonne de renoncer à ses richesses et de démolir sa maison afin d'en faire un bateau. L'Épopée de Gilgamesh raconte notamment comment Uta-Napishtim a été sauvé du Déluge provoqué par la colère du dieu Enlil. Tous les hommes témoins du Cataclysme ayant été anéantis, seuls les dieux et Uta-Napishtim, l’unique survivant, connaissent le « secret » du Déluge.

## Étymologie
En sumérien, on disait Ziusudrá, « Vie de jours prolongés » par allusion à l’immortalité obtenue par Uta-Napishtim en survivant au Déluge. À l’origine, on lisait probablement Ûm-napištim/napišti, soit les deux premiers éléments inversés de Ziusudrá : zi et u en sumérien, ce qui correspond en akkadien à napišti(m), « vie » et ûm, « jours ». Pour compléter l’équivalence sumérienne, on trouve plus d’une fois l’ajout de l’épithète « lointain », en akkadien rûqu ou reqû, ce qui correspond au sumérien sud.rá. Si l’on a épelé Uta-, c’est apparemment par une façon d’étymologie « populaire », ûtâ napištî signifiant : « J’ai trouvé ma vie (sans fin) ».

## Le mythe du Déluge

### Le stratagème d'Éa
Les dieux, particulièrement Enlil, en colère contre l'humanité trop nombreuse et trop bruyante, décident d'anéantir l'humanité à l'aide d'une gigantesque inondation cataclysmique. Pour ne pas briser son serment de ne parler à aucun homme du Déluge, Éa décide de s'adresser non pas directement à Uta-Napishtim, mais à la cloison de roseaux derrière laquelle il sait le trouver :
"Palissade ! Ô palissade !

Paroi ! Paroi !

Écoute, palissade !

Rappelle-toi (ceci), paroi :

Ô roi de Šurupak,

Fils de UbarTutu,

Démolis ta maison,

Pour (te) faire un bateau !

Renonce à tes richesses,

Pour te sauver la vie !

Détourne-toi de (tes) biens,

Pour te garder sain-et-sauf !

Mais embarque avec toi

Des spécimens de tous les animaux !"
— L'Épopée de Gilgamesh, Tablette XI de la version ninivite, traduction de J. Bottéro

### Le «bateau» d'Uta-Napishtim

#### Le précurseur de l'arche de Noé
Éa charge Uta-Napishtim d'amener sur le bateau sa femme, sa famille et ses proches, ainsi que les artisans et techniciens de son village, mais aussi des céréales et des animaux domestiques et sauvages de toute espèce. On retrouve un concept très similaire à l'histoire biblique de l'arche de Noé. Il est important de noter cependant la dénomination de « bateau », en akkadien, et non pas, comme dans le récit biblique, une dénomination spécifique que nous traduisons par « arche ».
Le bateau en question fait l'effet d'un cube creux, fermé de toute part :
"Le bateau

Que tu dois fabriquer,

Sera une construction

Équilatérale,

À longueur et largeur

Identiques

Tu le trouveras

Comme l'Apsû !"
— L'Épopée de Gilgamesh, Tablette XI de la version ninivite, Traduction de J. Bottéro

#### Détails techniques
Toujours d'après l'Épopée de Gilgamesh, l'armature du bateau que construit Uta-Napishtim fait alors 3600 m² (en akkadien : iku) de superficie et 60 m (en akkadien : ninda) de flancs. Un cube d'une telle envergure est insubmersible.
Le cadre intérieur est établi puis aménagé : plafonné à 6 reprises et subdivisé en 7 étages. Le volume est décomposé en 9 compartiments.

### Après le Déluge
Après douze jours sur l'eau, Uta-Napishtim ouvre une lucarne de son bateau pour regarder dehors. Il aperçoit alors le mont Niṣir (en) (aussi appelé Nimuš), qui correspondrait au plus haut sommet alors connu du pays, soit l'actuel Pir Omar Gudrun (près de 3000 m de hauteur), et s'y accoste durant 7 jours. Lorsque arriva le septième jour, Uta-Napishtim envoya une colombe afin qu'elle puisse trouver où se poser, mais sans succès. Puis il envoya une hirondelle, et comme précédemment, elle revint n'ayant pas pu se poser. Enfin, il envoya un corbeau qui, ayant trouvé le retrait des eaux, ne revint pas. Alors, Uta-Napishtim libèra tout le contenu du bateau pour repeupler la terre. Il organisa ensuite rituels et gigantesque banquet en l'honneur des dieux. Dès lors, les dieux décidèrent de son sort et Enlil fit don de l'accession à l'immortalité à Uta-Napishtim et à sa femme.

## Rôle dans l'Épopée de Gilgamesh

### Uta-Napisthim «le lointain»
Dans l'Épopée, terrassé par la mort de son ami Enkidu, le héros Gilgamesh part en quête de son ancêtre Uta-Napishtim afin qu'il lui révèle le secret de l'immortalité. Une fois avoir traversé le long Défilé des Monts-Jumeaux et le Jardin enchanté des gemmes, Gilgamesh se trouve alors devant le paysage décrit par le début de la Tablette X : le rivage d’une Mer au-delà de laquelle, à la dernière extrémité orientale de la Terre, vit, éloigné de tout et de tous, le héros immortalisé du Déluge. Pour traverser cette Eau-Mortelle (littéralement « l'Eau de la Mort »), Gilgamesh reçoit l'aide du nocher d'Uta-Napishtim, un certain Urshanabi (en) (en akkadien : UrŠanabi).
Dans la Version ancienne, « le lointain » sera désormais l’épithète caractéristique de Uta-Napishtim. On comprend pourquoi : dans son refuge au bout du monde et séparé de tout.

### La rencontre avec Gilgamesh

#### L'échec de l'immortalité
De loin, Uta-Napishtim, qui voyait Gilgamesh et Urshanabi arriver, se pose des questions concernant ce passager inconnu. Dès le débarquement, Uta-Napishtim s'adresse à Gilgamesh en lui demandant pourquoi il se trouvait dans un tel état. C'est alors que Gilgamesh dévoile au héros du Déluge son but : acquérir l'immortalité. Mais après avoir entendu l'histoire du Déluge, Gilgamesh comprend qu'il ne pourra pas obtenir l'immortalité ainsi. UbarTutu, le père de Uta-Napishtim, semblait avoir réuni et récité à son fils, en vue de lui apprendre à vivre, tout un recueil de conseils mis par écrit. Ainsi, Uta-Napishtim parle lui aussi en sage (d'où le terme d'Atrahasis, le « Supersage »), en vieillard expérimenté, qui a suffisamment vécu et réfléchi pour savoir que la mort est inévitable et que toute tentative d’y échapper est vouée par avance à l’échec.
Pour lui prouver qu'il n'est pas fait pour une vie sans fin, Uta-Napishtim décide de faire passer un test à Gilgamesh : il doit ne pas dormir six jours et sept nuits d'affilée. Pour lui démontrer, Uta-Napishtim demande à sa femme de lui préparer chaque jour son pain et de le déposer auprès de lui tout en y faisant une marque correspondante. Ainsi, l'état des septs pains, du plus ancien au plus récent, prouvera à Gilgamesh qu'il a bel et bien dormi sept jours. Plein de désespoir, il se voit promis à la mort.[pas clair]

#### Un ultime espoir
Néanmoins, Uta-Napishtim décide de dévoiler à Gilgamesh un secret des dieux : il existerait une plante de jouvence capable de prolonger la vie de quiconque s'en empare. Il ne s'agit pas de l'immortalité si avidement  recherchée par Gilgamesh mais bien seulement d'une vie prolongée, ou d'une sorte de vitalité retrouvée. Mais lors du retour pour Uruk, Gilgamesh se fera voler la plante par un serpent sorti furtivement de son terrier pour s'en emparer. Gilgamesh retourne donc à Uruk, ayant abandonné tout espoir de l'immortalité ou de la jeunesse renouvelée.